# 岩間乙二
岩間 乙二（いわま おつに、1756年（宝暦6年）- 1823年8月14日（文政6年7月9日））は、江戸時代後期の俳人である。本姓は亘理、名は清雄。号は松窓。

## 経歴・人物
陸奥の白石の千手院の住職であった岩間麦蘿の子として生まれる。若くして同寺院の第十代住職となり、父から俳諧を学んだ。後に江戸に入り、夏目成美や鈴木道彦、建部巣兆らと親交を持ち、彼らと共に『奥羽の四雄』と称された。
1810年（文化7年）から1813年（文化10年）間及び1818年（文政元年）から1820年（文政3年）間は蝦夷地の箱館（現在の函館市）へ転じ、斧の柄社を結成して俳壇の指導にあたった。後に生まれ故郷の陸奥が属する東北地方を中心に行脚する。乙二の作風は、故郷や松尾芭蕉や与謝蕪村を尊敬したことで、重厚でかつ温和であったとされ、今日も多くの歌集が残されている。

## 主な著作物

### 句集
- 『松窓乙二発句集』
- 『乙二七分集（七部集）』- 没後に編纂、刊行。
- 『はたけ（畑）芹』- 『奥羽の四雄』との共著。

### 著書
- 『箱館紀行』- 1810年（文化7年）刊行。
- 『斧の柄』- 1811年（文化8年）刊行。